# 児童買春、児童ポルノに係る行為等の規制及び処罰並びに児童の保護等に関する法律
児童買春、児童ポルノに係る行為等の規制及び処罰並びに児童の保護等に関する法律（じどうかいしゅん（ばいしゅん）、じどうポルノにかかるこういとうのきせいおよびしょばつならびにじどうのほごとうにかんするほうりつ、平成11年5月26日法律第52号、英語: Act on Regulation and Punishment of Acts Relating to Child Prostitution and Child Pornography, and the Protection of Children）は、児童買春・児童ポルノの取締りなどに関する日本の法律である。2014年（平成26年）の法改正までは「児童買春、児童ポルノに係る行為等の処罰及び児童の保護等に関する法律」という題名であった。
児童買春・児童ポルノ禁止法、児童買春・児童ポルノ法、児童買春・児童ポルノ処罰法、児童ポルノ禁止法、児童ポルノ法、児ポ法とも略される。

## 所管官庁
次の各省庁の共同所管。なお、国会では法務委員会で審議された。
- 法務省刑事局刑事課
- 警察庁生活安全局人身安全・少年課
- こども家庭庁支援局家庭福祉課 - こども家庭審議会が関与する部分を所掌
- 総務省総合通信基盤局電気通信技術システム課 - インターネットの利用に係る事業者の努力（第十六条の三）を所掌

## 概要
児童に対する性的搾取および性的虐待が児童の権利を著しく侵害することの重大性に鑑み、あわせて児童の権利の擁護に関する国際的動向を踏まえ、児童買春、児童ポルノに係る行為等を規制し、およびこれらの行為等を処罰するとともに、これらの行為等により心身に有害な影響を受けた児童の保護のための措置等を定めることにより、児童の権利を擁護することを目的とする（1条）。なお、この法律において「児童」とは、18歳に満たない者をいう（2条）。18歳未満としたのは児童福祉法や児童の権利に関する条約との整合性を考慮したためである。
この法律によって検挙された人員は2000年では777人だったが、2003年には1,374人となり増加傾向にある。

## 経緯
1996年（平成8年）にストックホルムで開催された「第1回児童の商業的性的搾取に反対する世界会議」で日本人によるアジアでの児童買春やヨーロッパ諸国で流通している児童ポルノの8割が日本製と指摘され厳しい批判にあったこと、および日本においては児童買春が社会問題化していたことから、1998年（平成10年）当時、与党であった自民・社民・さきがけ3党の議員立法によって成立した。
1999年（平成11年）5月26日に公布され、同年11月1日に施行された。施行後に性表現を含むとして、井上雄彦『バガボンド』、三浦建太郎『ベルセルク』、小山ゆう『あずみ』といった漫画が紀伊國屋書店から一時的に撤去され、行き過ぎた自主規制として問題となった。
2004年（平成16年）には附則6条に基づき、改正法が成立している。2008年（平成20年）には単純所持規制と創作物規制の検討を盛り込んだ与党改正案が提出され、2009年（平成21年）には児童ポルノの定義の変更および取得罪を盛り込んだ民主党案が提出されたが、いずれも2009年7月の衆議院解散（追い込まれ解散）に伴い廃案になった。
2014年（平成26年）6月には、以下の事項を定めた改正法が成立した。
- 法律の題名を「児童買春、児童ポルノに係る行為等の規制及び処罰並びに児童の保護等に関する法律」に改正する。
- 児童ポルノの定義を厳密化する[注釈 2]。
- 適用上の注意を厳密化する[注釈 3]。
- 児童に対する性的搾取および性的虐待に係る行為の禁止を規定する（罰則は設けない。3条の2）。
- 自己の性的好奇心を満たす目的で児童ポルノを所持する行為（いわゆる単純所持。7条1項[注釈 4]）やひそかに児童ポルノを製造する行為（いわゆる盗撮。7条5項）を処罰する。
- インターネットの利用に関わる事業者に、捜査協力・児童ポルノの送信を防止する措置などを努力義務とする（16条の3）。

## 構成
- 第1章 総則（第1条 - 第3条の2）
- 第2章 児童買春、児童ポルノに係る行為等の処罰等（第4条 - 第14条）
- 第3章 心身に有害な影響を受けた児童の保護のための措置（第15条 - 第16条の2）
- 第4章 雑則（第16条の3・第17条）
- 附則

## 見直しに当たっての主な検討課題
法規制の見直しに当たっては、他人に提供する目的を伴わない児童ポルノの所持（単純所持）の問題、実在しない児童のポルノの問題が検討課題とされた。この他に青少年の性的自己決定権の観点から対象年齢の妥当性についても意見が出されることがあった。また、自民党の党内手続きにおいても保護対象年齢が18歳未満というのは高すぎるとの意見が出されたが、提案者の説明により理解を得られた。

### 児童ポルノの定義の問題
本法の児童ポルノの定義の中に「衣服の全部または一部を着けない児童の姿態であって性欲を興奮させ又は刺激するもの」という一文があり、定義が曖昧かつ客観性がないため「何が児童ポルノなのか、はっきりしない」といった懸念があった。
2009年6月26日に行われた衆議院法務委員会の審議の中で、宮沢りえのヘアヌード写真集「Santa Fe」が児童ポルノになるのか取り上げられたが、その中で自由民主党の衆議院議員葉梨康弘は「児童ポルノかもわからないなというような意識のあるものについては、やはり廃棄をしていただくということが当たり前」と発言している。これに対し朝日出版社（「Santa Fe」の発行元）は「Santa Fe」が児童ポルノに当たることに疑問を示している。
2014年6月の改正で、上記の児童ポルノの定義を厳密化した。

### 実在しない児童のポルノの問題
当初、法案段階では実写だけではなく「絵」も児童ポルノの媒体に含まれていたため漫画関係者などが反対し、最終的には「絵」に対する規制は見送られた。
しかしその後2005年に、元法相の森山眞弓や一部の女性議員らを中心に「絵」を主とした実在しない児童に対する規制もなされるべきという議論が起きた。そのため、2008年の自民・公明党案の附則第二条には「漫画、アニメーション、コンピュータを利用して作成された映像、外見上児童の姿態であると認められる児童以外の者の姿態を描写した写真等であって児童ポルノに類するもの（児童ポルノに類する漫画等）」と、児童への性的虐待などとの関連性について、政府が調査・研究を進めることとし、これら児童ポルノに類する漫画等の規制は、改正法の施行後3年をめどに、調査結果を勘案しながら検討、必要に応じて措置をとること」という条文が記載されていたが、2009年7月21日の衆議院解散に伴い廃案となった。
この問題は長らく曖昧なままであったが、表現の自由を重視する民主党、結いの党との協議を経て、自民党、公明党、日本維新の会は漫画やアニメ、コンピューターグラフィックスによる「準児童ポルノ」は「明確に規制の対象外とする」ように改正案を修正する方針に転じた。
赤松健は表現規制反対のロビー活動を始めたことを切っ掛けに表現や著作権の問題などに関わるようになり、第26回参議院議員通常選挙に立候補して国会議員となった。

### 単純所持規制
提供目的の児童ポルノの所持の刑事罰は従前から規定されていたものの、児童ポルノの単純所持の刑事罰については2014年6月の法改正で新たに盛り込まれ、2015年7月15日から適用された。児童の保護の観点から、見直し対象として単純（個人）所持の処罰も盛り込むことを求める声があったことから改正に至った。また、この改正の際に、児童ポルノの定義について前述のように厳密化し、適用上の注意の厳密化も合わせて行われた。
2004年改正時には、本法施行前に合法に国内に出回っていた児童ポルノ本が存在することや、児童ポルノの範囲が広範である（年齢が18歳未満である、ヨーロッパの一部の国では合法とされているような芸術的なソフトなヌード、家族や恋人の写真、本人が同意しているセルフヌードが対象となる）こととの兼ね合いで、処罰範囲が広がりすぎること、捜査権が拡大し政治利用される可能性が高いことなどが懸念され、罰則を設けることは見送られていた。
日本雑誌協会と日本書籍出版協会は改正法に対して、児童ポルノの定義が曖昧なままの単純所持禁止は児童保護という本来の目的から逸脱するもので、本来失われるべきではない表現や出版物までもが失われてしまう恐れがあるとし、「自由な表現は、表現されたものを所持する自由があってこそはじめて成立する」と抗議した。

## 政党の方針
2013年の改正案では自民党と公明党が単純所持規制強化に賛成し、民主党、社会民主党、生活の党、みんなの党、共産党が反対した。特に民主党の海江田万里代表は漫画やアニメでのポルノ描写に被害を受ける、性的虐待を受ける子どもそのものがいないと指摘した。ただし、2014年の法改正では自民、公明、民主、維新、結いの党、みんなの党、新党改革、生活の党が単純所持を禁止する改正案に賛成し、共産党と社民党が反対した。
上記のように共産党と社民党は単純所持を禁止する法案に反対していたが、2020年代に入ると、共産党が漫画・アニメ・ゲーム等の「非実在児童ポルノ」を問題視する公約を掲げ、社民党の福島瑞穂党首は児童ポルノ禁止法による創作物規制を求める請願を国会に提出した。ただし、共産党は児童ポルノ規制を名目にした漫画・アニメ・ゲーム等への法的規制に反対する立場自体は維持している。

## 摘発例
2023年9月10日、東京都練馬区立三原台中学校校長（55歳・男性）が本法違反の疑いで逮捕され、区教育委員会が記者会見を開いて謝罪し、同月12日永岡桂子文部科学大臣は定例記者会見で本事件について言及した。同校長はこの後さらに以前に勤務していた中学校の女子生徒に性的暴行を加えてけがを負わせたことが判明し準強姦致傷の疑いで再逮捕されている（仔細については練馬区立三原台中学校#事件を参照のこと）。